# Liste der Baudenkmale in Bugewitz
In der Liste der Baudenkmale in Bugewitz sind alle denkmalgeschützten Bauten der Gemeinde Bugewitz (Mecklenburg-Vorpommern) und ihrer Ortsteile aufgelistet. Grundlage ist die Veröffentlichung der Denkmalliste des Landkreises Ostvorpommern mit dem Stand vom 30. Dezember 1996.

## Baudenkmale nach Ortsteilen

### Bugewitz
| ID | Lage           | Bezeichnung                | Beschreibung | Bild                      |
| -- | -------------- | -------------------------- | --- | ------------------------- |
|    | (Karte)        | Friedhof, Umfassungsmauer  | | Friedhof, Umfassungsmauer |
|    | (Karte)        | Kirche                     | Das Bauwerk entstand vermutlich im 15. Jahrhundert, wurde im Dreißigjährigen Krieg stark zerstört und im Jahr 1718 wieder aufgebaut. Die Kirchenausstattung ist einheitlich mit neugotischem Dekor und stammt aus dem Jahr 1880. | Kirche                    |
|    | Nr. 3a (Karte) | Stallspeicher              | |                           |
|    | Nr. 20/21      | Wohnhaus                   | |                           |
|    | Nr. 23         | Wohnhaus                   | |                           |
|    | Nr. 25/24      | Wohnhaus und Stallspeicher | |                           |
|    | Nr. 26         | Wohnhaus                   | |                           |
|    | Nr. 36         | ehem. Molkerei             | |                           |

### Kalkstein
| ID | Lage           | Bezeichnung                  | Beschreibung | Bild |
| -- | -------------- | ---------------------------- | ------------ | ---- |
|    | Nr. 13 (Karte) | Gehöft mit Wohnhaus, Scheune |              |      |

### Lucienhof
| ID | Lage            | Bezeichnung | Beschreibung | Bild |
| -- | --------------- | ----------- | ------------ | ---- |
|    | Nr. 6/7 (Karte) | Wohnhaus    |              |      |

### Rosenhagen
| ID | Lage           | Bezeichnung             | Beschreibung | Bild   |
| -- | -------------- | ----------------------- | --- | ------ |
|    | bei Schöpfwerk | Gedenkstein             | |        |
|    | (Karte)        | Kirche                  | Die Kapelle in Rosenhagen in der Gemeinde Bugewitz entstand vermutlich im 17. Jahrhundert. Im Innern steht eine neugotische Ausstattung mit Kanzelaltar und verglaster Westempore. | Kirche |
|    |                | Kriegerdenkmal          | |        |
|    | Nr. 12 (Karte) | ehem. Schmiede          | |        |
|    | Nr. 17 (Karte) | ehem. Schule (Wohnhaus) | |        |
|    | Nr. 24 (Karte) | Wohnhaus                | |        |
|    | Nr. 39 (Karte) | Haustür                 | |        |
|    |                | Schöpfwerk              | |        |

### Zartenstrom
| ID | Lage | Bezeichnung                   | Beschreibung | Bild |
| -- | ---- | ----------------------------- | ------------ | ---- |
|    |      | Schöpfwerk am Rosenhäger Damm |              |      |
|    |      | Schöpfwerk I                  |              |      |

## Quelle
- Bericht über die Erstellung der Denkmallisten sowie über die Verwaltungspraxis bei der Benachrichtigung der Eigentümer und Gemeinden sowie über die Handhabung von Änderungswünschen (Stand: Juni 1997; PDF, 934 kB)

- Karte mit allen Koordinaten:
- OSM |
- WikiMap